# Острва Сенкаку
Острва Сенкаку (јап. 尖閣諸島; Senkaku-shotō), у Кини позната као Дјаоју (кин: 钓鱼岛及其附属岛屿; Diàoyúdǎo jí qí fùshǔ dǎoyǔ) такође и фонетски Тјаоју или Тјаојутај (кин: 釣魚台列嶼; Diàoyútái liè yǔ ), ненасељена су острва у Источном Кинеском мору која су тренутно под контролом Јапана.
Након што је 1968. откривено да се испод мора у близини острва налазе потенцијално велика налазишта нафте Кина и Република Кина (Тајван) су почели оспоравати суверенитет Јапана над острвима. Кина тврди да је контролисала острва од 14. века па све до 1895. Јапан је управљао острвима од 1895. када је Споразумом из Шимоносекија окончан рат између Јапана и Кине којом је тада владала династија Ћинг. Након пораза Јапана у Другом светском рату, острвима су између 1945. и 1972. управљале Сједињене Америчке Државе, а након тога су поново враћена под јапанску управу. 
Кина тврди да Потсдамска декларација (коју је Јапан прихватио као део Мировног споразума у Сан Франциску) обавезује Јапан да јој врати контролу над острвима. Јапан, с друге стране, сматра да су острва интегрални део Јапана и одбацује тврдње да су била под контролом Кине пре 1895. Јапан такође сматра да се Потсдамска декларација и Мировни споразум у Сан Франциску не односе на ова острва.
Према проценама кинеских геолога, морски базен у близини острва садржи 17,5 билиона метара кубних гаса и 20 милиона барела нафте.